# Histoire de Loir-et-Cher

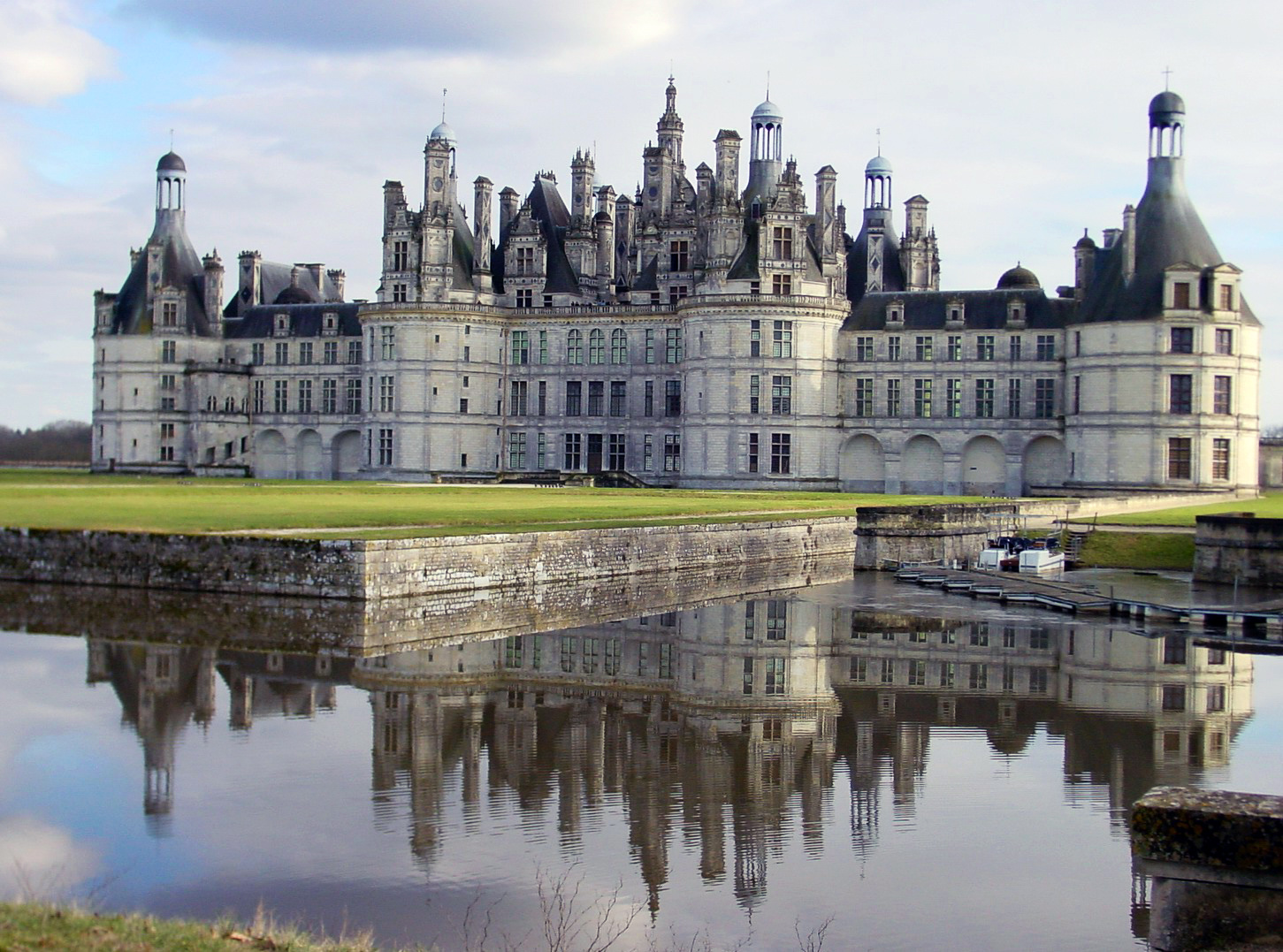
Le château de Chambord, qui fut le premier monument visité dans le Loir-et-Cher avant d’être détrôné par le ZooParc de Beauval en 2014.

Le département de Loir-et-Cher est issu de la Révolution qui crée les départements français en 1790. Formé principalement à partir des anciens comtés de Blois et de Vendôme, eux-mêmes héritiers des pays blesensis et vindocinensis de la nation gauloise des Carnutes, l’unité géographique et historique du département n’est pas homogène. Mais Blois, désignée comme préfecture, retrouve le rôle qu’elle avait perdu depuis le départ de la cour royale à la fin du XVIe siècle.

## Préhistoire et époque gallo-romaine

### Traces préhistoriques en Loir-et-Cher

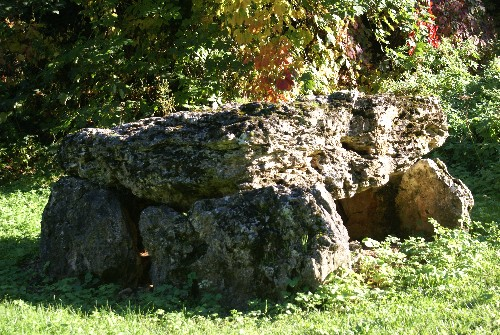
Dolmen, à Landes-le-Gaulois.

L’homme, dont on a retrouvé des outils de silex très archaïques,, s’installe en vallée du Loir (Saint-Hilaire-la-Gravelle) 1,1 million d'années av. J.-C. La période néolithique est riche de témoignages monumentaux, à travers dolmens et mégalithes (La Chapelle-Vendômoise, Tripleville, Landes-le-Gaulois), une structure funéraire sous forme de sépulture à Villerable (à proximité de Vendôme), ainsi que des matériaux céramiques exhumés au Château-Gabillon (site de Contres).
Des fouilles archéologiques conduites par l’Institut national de recherches archéologiques préventives (INRAP) ont montré que Blois-Vienne était occupée par des chasseurs-cueilleurs dès 6 000 ans avant notre ère (il y a donc 8 000 ans), puis par des Gaulois (plus précisément par des membres du peuple des Carnutes) dès le IVe siècle avant notre ère. Des nasses ont alors été retrouvées, signifiant qu'en plus de l'agriculture et de l'élevage, ils maîtrisaient la pêche. La présence de termes gaulois dans la toponymie du Loir-et-Cher laisse penser que plusieurs villages existaient déjà avant même l'arrivée des Romains, comme Blesu (« loup », qui a donné Blois), Cambo (« courbe », à l'origine de Chambon-sur-Cisse), Camboritu (« gué du méandre », proche de Chambord), ou Vienna (« rivière », pour Blois-Vienne).

### Situation du Loir-et-Cher sous les Gaulois
La première mention écrite concernant le département se trouve vraisemblablement dans la Guerre des Gaules, où est décrite la résistance à César de la population de Noviodunum (actuelle Neung-sur-Beuvron). Sous la domination romaine s’épanouissent de nombreux domaines agricoles, aussi bien en Belsa (Beauce) qu’en Secalaunia (Sologne), tandis que se développent des bâtiments civiques, forum, thermes, théâtre, temple, ou un édifice dont la vocation n’a pas été identifiée, aux Mazelles de Tasciaca (actuelle Thésée).
Vaste forêt parsemée d'étangs, la Secalaunia et la partie supérieure de la Sauldre, puis du Beuvron, constituaient la frontière naturelle entre le territoire des Carnutes, au nord, et celui des Bituriges, au sud. Selon certaines sources[réf. nécessaire], elle correspond à ce vaste massif appelé par les auteurs anciens « Forêt des Carnutes », dans laquelle se trouvait le principal Nemeton de la Gaule, considéré comme particulièrement important puisque commun à toutes les tribus de la Gaule (omphalos), et témoignant d'un sentiment d'appartenance gaulois au-delà des différences tribales. Il est possible qu'il ait été situé en Loir-et-Cher.
Véritable enclave carnute, le pagus de Blois apparaît comme un carrefour important du commerce avec les Bituriges ainsi que les Turones.

### Conquête par les Romains
Du Ier au IVe siècle, les pagi blésois et vendômois sont rattaché à la cité des Carnutes, qui dépendait de l'oppidum Cenabum (actuelle Orléans), au sein de la province la Gaule Lyonnaise Première. Après une réforme territoriale vers 330 et l'élévation d'Orléans en tant que cité indépendante, Blois et Vendôme dépendèrent d’Autricum (Chartres), et sont rattachés la Gallia Lugdunensis IV, nouvellement créée.
À cette époque, le pagus blésois se résume aux alentours de Blesum, alors cerné par de nombreux obstacles naturels : la forêt des Blémars à l'ouest, la Sylva longa à l'est, et la Secalaunia au sud, sans oublier le Liger qui le traverse. Blesis était ainsi une petite bourgade en développement autour d’une forteresse qu’ont bâtie les Romains, le Castrum Blesense, au sommet de l'éperon de l'actuel château. À Blesum, deux temples romains auraient siégé dans la ville : un dédié à Jupiter à l'emplacement de l'abbaye de Bourg-Moyen, et un second dédié à Mercure près de l'actuel lycée Robert-Badinter. La ville, reliée au pays carnute par la plaine de la Belsa par la Via Iulius Caesaris (entre Autricum et Blesum), se situe alors au carrefour de la Via Turonensis longeant le Liger (reliant Lutèce à Burdigala), de la Via Festi (entre Blesu et Avaricum), et de la voie Blois-Luynes à travers la Secalaunia (entre Blesum et Malliagense). Ironiquement, une communauté n'adhérant pas à l'Empire se constitue au niveau de Blesu, sur la rive gauche du Liger, à Vienna.
Aux alentours de Vendôme, les premiers habitants préfèrent s'établir dans des habitations troglodytes, avant que les Gaulois n'y installent un oppidum, sur lequel les Romains construiront un castrum, comme à Blois.
Quant au sud du département,

### Une possible occupation bretonne de Blois
En l’an 410, le chef breton Ivomadus aurait conquis les pagi de Blois et de Chartres en battant le consul en place, un certain Odo, probablement d’origine germanique. Il aurait ensuite instauré un état indépendant, le Royaume de Blois, au sein même de l’Empire, sous un Flavius Honorius déjà affaibli par les raids barbares à répétitions. Cette entité mal connue des historiens sembla rester indépendante près d’un siècle, en résistant à l’invasion du royaume wisigoth de Toulouse, mais fut finalement conquise par le roi franc Clovis, entre 481 et 491, ou en 497.

## Moyen Âge

### Le Haut Moyen Âge et les premiers comtés

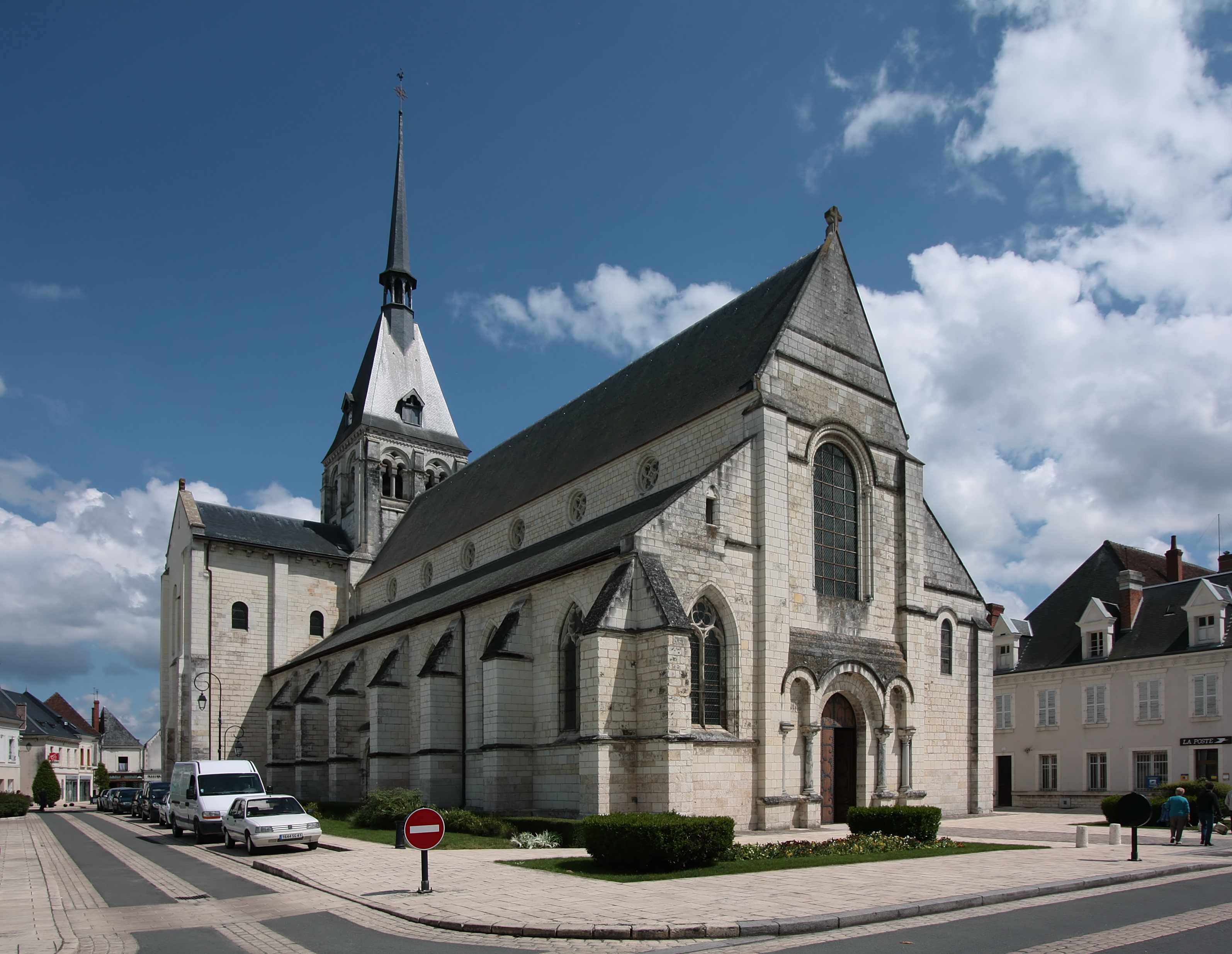
L’église de Selles-sur-Cher.

La christianisation se manifeste relativement tôt par l’installation de saints ermites, dont le souvenir reste vivace dans les églises du département : saint Eusice à Selles-sur-Cher, qui conserve quelques colonnes mérovingiennes de marbre, saint Dyé où seule la « confession » subsiste d’une basilique construite au IXe siècle.
Les Francs établissent également des comtés qui semblent respecter les anciens pagi romains. Cependant, la première mention de Blois remonte justement à l'année 584 et la guerre civile opposant Blésois et Orléanais contre les Chartrains et les Dunois, telle que rapportée par Grégoire de Tours.
Au IXe siècle, le val de Loire est régulièrement le théâtre de pillages de Normands, à une époque où le marquis de Neustrie occupe également la charge de comte de Blois.
À l’époque carolingienne s’implantent de puissants établissements ecclésiastiques, qui contribuent pleinement au développement agricole de la région (comme l'abbaye de Marmoutier et les moulins sur la Cisse).
La gestion du territoire, qui s'approche peu à peu de la cour ducale de Francie, est progressivement déléguée à un vicomte, dont le troisième finit par spoiler le roi Hugues Capet en déclarant son indépendance en l'an 958. C'est ainsi que Thibaud le Tricheur fait entrer Blois dans l'histoire de France. Au fil de conquêtes, il parvient même à unifier le sud de l'actuel département dès les années 960, et à agrandir son influence de Saumur jusqu'à Chartres, en incluant Tours, Châteaudun et Vierzon.

### Luttes seigneuriales
Cependant, le pays vendômois manque à Thibaud pour compléter le Loir-et-Cher de nos jours. Chacun de leur côté, le pouvoir civil des comtes de Blois et de Vendôme ne cesse parallèlement de croître, en témoignent les nombreuses forteresses construites sur la vallée du Loir (Fréteval, Lavardin). Vendôme étant fidèle aux Capétiens, les deux familles lutteront pour vouloir assurer leur domination sur le Vendômois ou la possession de la Touraine. Blois et Vendôme finiront tout de même par trouver une certaine paix en acceptant de ne pas s'attaquer frontalement et de démarquer leur frontière à l'aide de bornes. Par exemple, la commune moderne de Landes-le-Gaulois était alors partagée entre les deux comtés dont la frontière suivait le cours de la Cisse.
Cependant, tandis qu'à l'est le Blésois est voisin du domaine royal, une rivalité se créé dès la fin du Xe siècle avec son voisin occidental, le comte d'Anjou, qui met la main sur la Touraine en 1044. Ici aussi, les forteresses se multiplient tant sur le val de Loire (Bury, Fougères, Les Montils, Montfrault) que dans la vallée du Cher (Montrichard, Saint-Aignan). Alors qu'un rideau de fer médiéval se met en place à l'ouest, les comtes de Blois se concentreront alors sur la conquête de la Champagne, avec qui les échanges culturels et commerciaux seront constants pendant plusieurs siècles.
Mais, aux XIIe et XIIIe siècles, au moment où la puissance de certaines familles féodales s’amenuise, la maison de Blois voit sa lutte se poursuivre entre leurs suzerains, roi de France, et leur voisin, roi d’Angleterre, depuis l'avènement de la branche Plantagenêt des comtes d'Anjou. Parallèlement, les villes prennent leur essor, obtiennent des chartes de franchise (Blois) et se fortifient (Marchenoir, Mondoubleau).

### La guerre de Cent Ans et la fin du Moyen Âge
Au XIVe siècle, le Blésois entrent dans le domaine royal, alors que le comté de Vendôme passe par mariage en 1472 aux mains d'une branche cadette des Bourbon (formant les Bourbon-Vendôme). La guerre de Cent Ans voit les églises et les monastères se fortifier. Le duc d’Orléans Charles, petit-fils du roi Charles V, de retour de captivité, fait de Blois sa résidence (au détriment de la ville d'Orléans dépourvue de château), attirant autour de lui artistes et poètes. Par contrecoup, Blois devient une capitale administrative au service de laquelle certaines familles blésoises commencent leur ascension sociale.

## Le Val de Loire, berceau des rois de la Renaissance

### L'essor sous la Renaissance

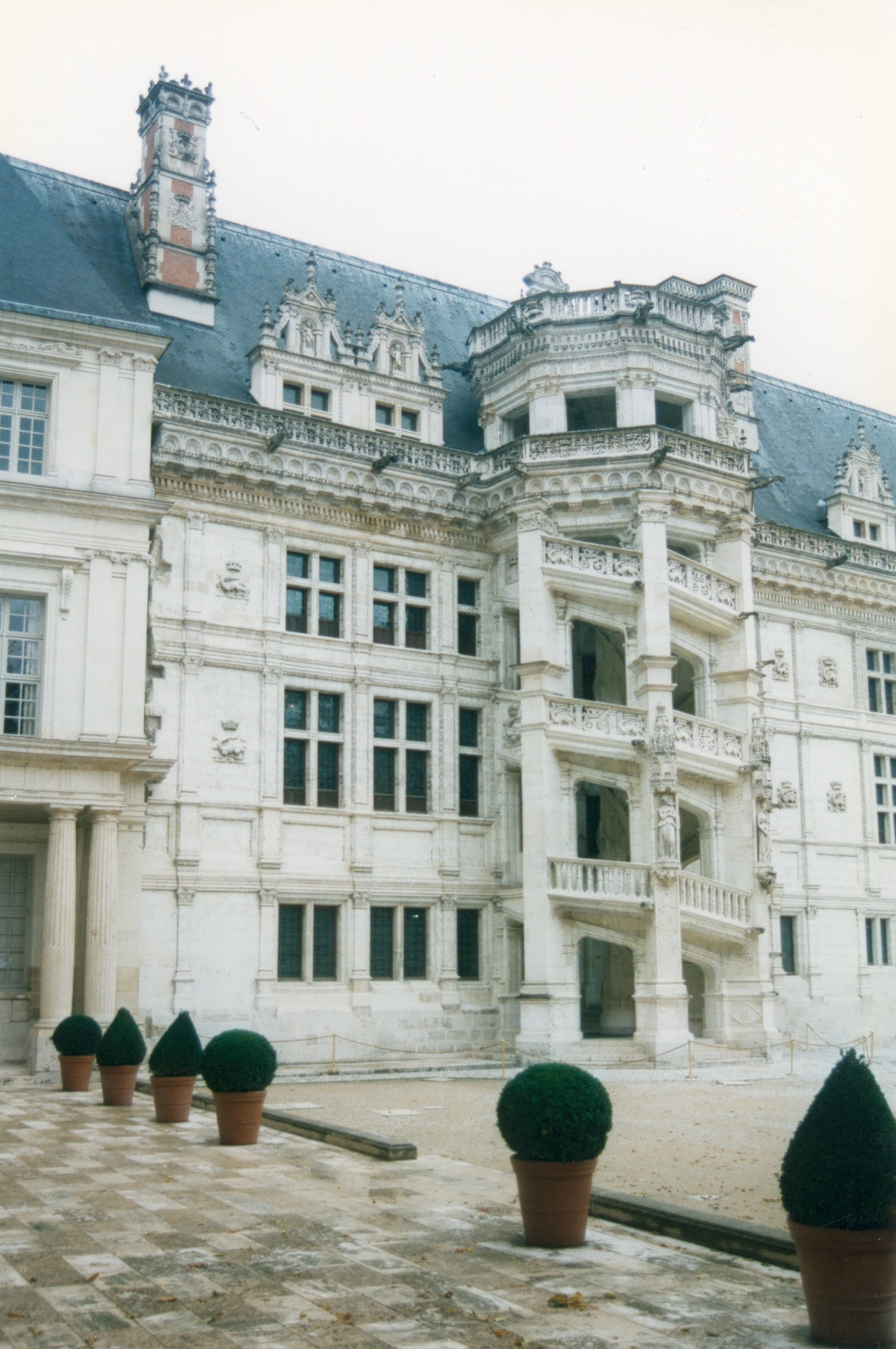
L’aile François Ier du château de Blois.

L’accession au trône du roi Louis XII, également duc d’Orléans et comte de Blois, installe la cour durablement en Val de Loire : la ville s’embellit d’hôtels aux décors nouveaux (le plus bel exemple qui en subsiste, malgré les remaniements, est l’hôtel d’Alluye), les demeures de plaisance s’élèvent dans les campagnes (Beauregard, Bury, Chaumont, Fougères, Onzain). Le château de Blois lui-même devient la vitrine de la nouveauté architecturale et décorative, tandis que Chambord, dont le plan initial s’inspire de Léonard de Vinci (qui avait aussi projeté une demeure somptueuse à Romorantin), est le fruit de réflexions et d’expérimentations constantes de François Ier.

### Les ténèbres des guerres de Religion

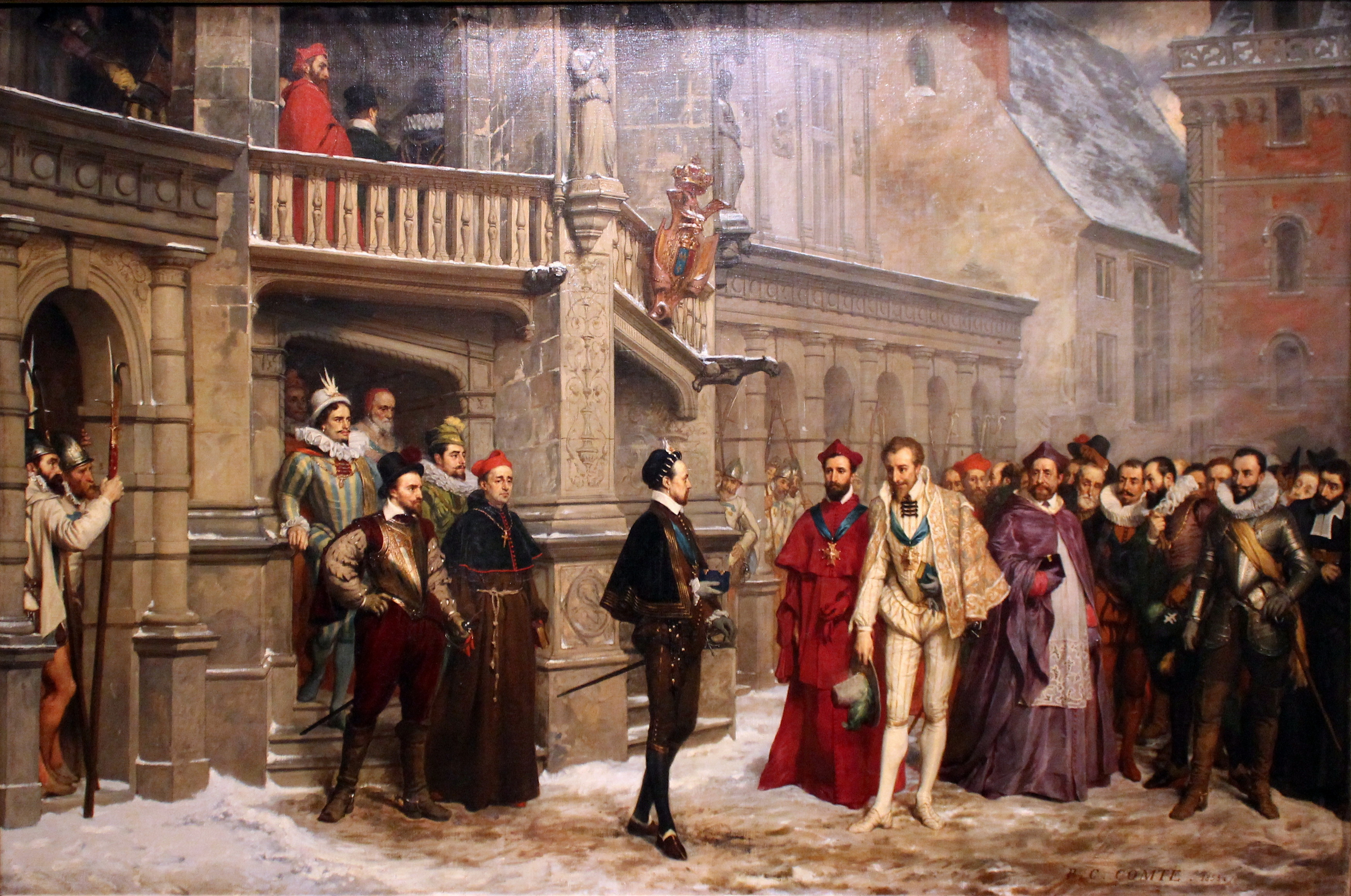
La Rencontre d'Henri III et du duc de Guise, par Pierre-Charles Comte (1855).

Mais les luttes religieuses, véritables guerres civiles qui ensanglantent le royaume à partir du milieu du XVIe siècle, mettent fin à cet « âge d’or » : la collégiale Saint-Georges de Vendôme est profanée en 1562-1563, Blois saccagée par les Huguenots en 1568. Pour tenter d’apaiser ces conflits, des États généraux sont réunis à Blois, ville royale, en 1576 et 1588. C’est lors de cette seconde réunion que le duc de Guise est exécuté par Henri III.

## L’assoupissement de l’époque classique
L’intérêt que Gaston d’Orléans, frère de Louis XIII, porte à son duché de Blois permet au Blésois de maintenir une certaine prospérité : les grands commis de l’État continuent à construire en Val de Loire (Cheverny, Selles-sur-Cher). À Blois surtout, Gaston décide, en 1635, de l’agrandissement du château : c’est la construction de l’aile « Mansart ». Les tanneries vendômoises conservent une certaine activité, mais Blois est surtout réputée pour ses horlogers. La Contre-Réforme se manifeste dans la fondation de nombreux établissements religieux, collège des Oratoriens à Vendôme, couvent des Visitandines (Archives départementales puis hôtel du département) et collège des Jésuites à Blois ; surtout, le diocèse de Blois est créé en 1697 à partir de celui d’Orléans et Chartres, pour tenter de convertir les communautés protestantes de la région, pourtant déjà bien affaiblies par la révocation de l’édit de Nantes.
Au XVIIIe siècle, Blois somnole alors que certains châteaux, toujours propriété de grands seigneurs, sont arrangés à la mode du temps, le plus bel exemple en restant Menars où la marquise de Pompadour fait élever par Gabriel deux ailes nouvelles et où le marquis de Marigny, son frère, aménage ensuite de superbes jardins.

## La Révolution et la création du département

Le Loir-et-Cher et les provinces qui occupaient son territoire avant 1790 : l’Orléanais, le Berry, la Touraine, le Perche et le Maine.

Sous la Révolution française, la naissance du département de Loir-et-Cher est laborieuse et difficile. Dans son rapport du 29 septembre 1789, le Comité de constitution avait prévu d’attribuer à la ville de Blois l’un des 80 départements. Mais les prétentions des villes voisines se révèlent, en premier lieu celles des chefs-lieux de généralités, Tours et Orléans. À l’intérieur même du département, Montrichard se tourne vers Amboise et Tours, Saint-Aignan veut se rattacher au Berry et Salbris à Vierzon. Finalement, Orléans abandonne à Blois une grande partie de la Sologne tout en conservant Beaugency tandis que Tours refuse de céder Amboise. Le département est créé, le 4 mars 1790 en application de la loi du 22 décembre 1789, à partir d’une partie des anciennes provinces de l’Orléanais et de la Touraine ainsi qu’une parcelle du Berry (rive gauche du Cher de Selles-en-Berry devenue Selles-sur-Cher à Saint-Aignan). Ces vicissitudes expliquent l’étranglement du département en son milieu et l’étirement maximum de sa surface au-delà du Loir au nord et du Cher au sud.
C’est un département pauvre qui est créé en 1790. La Sologne, la région la plus pauvre du département va être radicalement modifiée au XIXe siècle : ainsi au début du XIXe siècle la terre de Sologne est occupée par :
- 51% de terres labourables mais seuls 17% sont utilisées par année car le restant demeure au repos soit dans le cadre de l’assolement triennal ou de la jachère morte qui peut durer jusqu’à 15 ans. Ces terres sont le domaine du sarrasin et du seigle. 7% de terres incultes 6% d’étangs, 7% de bois (en général des bois éparses à l’exception des forêts royales Chambord, Vierzon), 22% de bruyères, domaine du mouton solognot, 6% de prés non utilisés pour le pacage mais donnant du foin aux chevaux et aux bovins.

De 1791 à 1793, les 6 districts (Blois, Vendôme, Romorantin, Mondoubleau, Mer et Saint-Aignan) du département de Loir-et-Cher fournirent 4 bataillons de volontaires nationaux.
En 1793, les Révolutionnaires votent l'abandon systématique de certains toponymes (ceux relatifs à la religion ou à la royauté notamment). En Loir-et-Cher, ce sont ainsi 58 communes qui changent temporairement de nom. Parmi elles, deux ont choisi de conserver leur nom révolutionnaire : Querhoent est devenue Montoire (actuelle Montoire-sur-le-Loir) et Saint-Secondin correspond de nos jours à Molineuf (aujourd'hui intégrée à Valencisse). La commune de Landes, quant à elle, accolla en 1918 le nom révolutionnaire de sa voisine Françay, donnant l'actuel nom de Landes-le-Gaulois.

## LeXIXesiècle

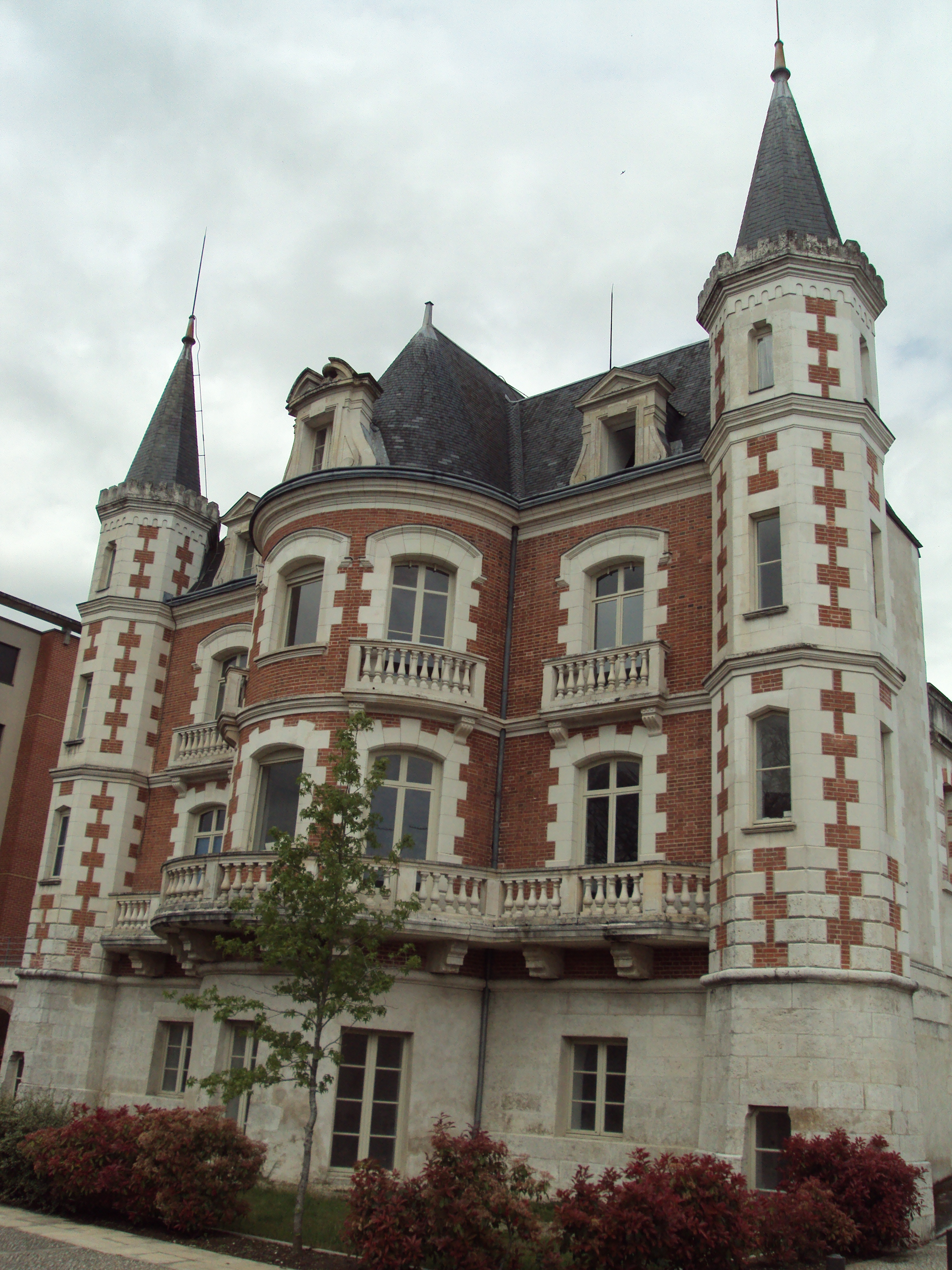
Le château de la Villette, centre de l’ancienne chocolaterie Poulain, à Blois.

Après la victoire des coalisés à la bataille de Waterloo (18 juin 1815), le département est occupé par les troupes prussiennes de juin 1815 à novembre 1818.
À l'instar des anciens grands propriétaires du Premier Empire (Eugène de Beauharnais, maréchal Berthier, entre autres), à partir de 1830, les grands propriétaires du Loir-et-Cher (duc de Wagram, duchesse de Dino, marquis de Vibraye, comte de Chambord, etc.) essayent d’assainir leur terre, de développer la sylviculture ou d’introduire les moutons Mérinos ou Southdown. Mais c’est l’action de Napoléon III qui va sortir la Sologne du sous-développement par : 
- Le marnage : ce marnage est permis par la création du canal de la Sauldre : en 1848, dans le cadre des ateliers nationaux, sa création est décidée mais les ouvriers parisiens arrivés en juillet 1848 sont décimés par le paludisme provoquant l’arrêt du chantier en mai 1849 après avoir mal réalisé 13 km de canal. Ce chantier est repris en 1852 : 29 km sont réalisés en 1860 entre Blancafort et Brinon-sur-Sauldre.

Outre ce canal, c’est la voie de chemin de fer entre Orléans et Vierzon qui va permettre le marnage de la Sologne. Cette marne extraite dans les carrières près d’Orléans et de Vierzon est de plus largement subventionnée.
- Asséchement des étangs : on passe de 2 000 étangs à 400,
- Curetage de 487 km de cours d’eau,
- Création d’un réseau de routes agricoles de 484 km (la Troisième République le portera à 593 km en 1874).

Ainsi les landes disparaissent (22 % en 1830 contre 7 % en 1887) au profit des bois (7 % des bois en 1830 contre 26 % en 1887) car la vraie révolution est l’introduction de la sylviculture et de la chasse en Sologne au détriment de l’élevage des ovins. Cette révolution s’accompagne à partir de 1868 de la construction de châteaux dont les propriétaires s’adonnent à la chasse et au développement des bois.
Le département profite également de la révolution industrielle. À Romorantin, où l’on travaille la laine depuis le Moyen Âge, l’usine de draps Normant construit sa puissance au début du XIXe siècle. Après les échecs de plusieurs fabriques familiales, les frères Normant créent leur propre maison en 1815 : la manufacture Normant frères. Sous la conduite d’Antoine Normant, fils aîné, ils édifient alors une fabrique moderne, équipée de mécaniques et de nombreuses machines à vapeur. Leur maison, qui vient rapidement à bout de toute la concurrence locale, se hisse parmi les principaux établissements textiles du pays. Elle représente le principal foyer ouvrier du département, employant plus de 2 000 personnes vers 1849. À Blois, c’est le fabricant de chocolat Auguste Poulain, d’abord petit artisan établi en 1848, qui bâtit une usine bouleversant le paysage urbain, comme le font aussi les usines de chaussures Rousset. Le chemin de fer arrive à Blois en 1846, marquant le début du déclin de la navigation fluviale sur la Loire.

### Le Loir-et-Cher de 1848 à 1851
La révolution de février 1848 ne suscite pas de troubles particuliers : le préfet Albert Magdelaine-Claude, comte de Lezay-Marnésia annonce l’installation du gouvernement provisoire qui le remplace par Germain Sarrut, un républicain démocrate admirateur de Proudhon. Germain Sarrut a été professeur au collège de Pontlevoy en 1822, avant de partir à Paris pour devenir avocat.
Sous la pression de la bourgeoisie locale qu’effraie le socialisme de Sarrut, le gouvernement renvoie Sarrut, en invoquant une faillite commerciale en 1845 indigne d’un bon républicain, et le remplace par François Joseph Ducoux, un notable blésois.
Ducoux continue la faible épuration initiée par Sarrut : 26 maires, 15 adjoints, 7 juges proches de la monarchie de Juillet sont remplacés par des notables. De plus, pour implanter la république dans le département, il publie Le Catéchisme républicain ou manuel du peuple.
Les élections législatives du 23-24 avril 1848 donnent lieu à une participation importante dans le Loir-et-Cher : sur 68 677 inscrits 61 700 votants (soit 10 % d’abstention malgré une faible campagne électorale et des bureaux de vote qui se situent au chef-lieu de canton). Les résultats sont sans surprise : 5 des 6 députés élus (Ducoux, Durand, Normant, Gérard, Salvat) appartiennent à l’opposition bourgeoise de la monarchie de Juillet, seul Germain Sarrut représentent les républicains démocrate.
Les élections municipales (30-31 juillet 1848) et du conseil général (août 1848) sont marquées par une très forte abstention et une forte stabilité dans les résultats, signifiant que les journées de juin 1848 ne semblent pas avoir affecté les résultats.
Il n’en est pas de même des élections présidentielles du 10 décembre 1848 qui sont un désaveu pour les notables qui avaient appelé à voter Cavaignac. Le Loir-et-Cher vote massivement pour Louis Napoléon Bonaparte (67 % des inscrits) contre 8,5 % pour Eugène Cavaignac et 4 % pour Ledru Rollin. (Lamartine a un peu plus de 100 voix, Raspail 59 voix). En effet, Louis Napoléon bénéficie du vote de la paysannerie (80 % de voix dans le canton de Mondoubleau, 76 % à Lamotte-Beuvron) mais également dans une moindre mesure les cantons urbanisés (60 % de voix). Seul point de résistance : le canton de Saint-Aignan, qui ne donne pas la majorité à Louis Napoléon (42 %) et fait émerger la candidature de Ledru-Rollin (27 %). Cette singularité est due à l’implantation à Saint-Aignan de la Solidarité républicaine, organisation née à Paris en novembre 1848 sous l’impulsion de républicains démocrates dont Sarrut.
Les élections législatives du 13 mai 1849 donnent également des résultats discordants par rapport aux élections précédentes :
- Les notables élus en avril 1848, républicains modérés, ne sont pas élus : Ducoux perd 37 000 voix, Durand 46 000,
- 1 seul élu (Alexandre Gérard) parmi les candidats napoléonien qui ne recueillent que 27 % des voix des inscrits,
- 4 députés de gauche et d’extrême gauche (Salvat, Sarrut, Benier, Cantagrel).

La période qui suit cette élection est une période de répression pour le mouvement républicain surtout à partir des manifestations parisiennes du 13 juin 1849. Elle se traduit dans le Loir-et-Cher par l’annulation de l’élection de Sarrut. Cette annulation provoque un nouveau vote le 8 juillet 1849 qui opposent Sarrut, Ducoux et le candidat bonapartiste le vicomte de Clary. C’est ce dernier qui l’emporte avec une faible avance sur Sarrut (1 000 voix) et un fort taux d’abstention (55 %). Mais cette répression montre ces limites : lors de l’élection du 11 mars 1850 visant à remplacer le député Cantagrel, en fuite à la suite de la manifestation du 13 juin 1849, le candidat fouriériste Etchegoyen l’emporte sur le candidat bonapartiste Crosnier avec une forte participation 72,26 %.

### Le Coup d’État du 2 décembre 1851
Le coup d’État de Louis Napoléon Bonaparte ne provoque pas de manifestation dans le Loir-et-Cher mais dès le 9 décembre des arrestations ; Au total 137 personnes sont arrêtées dont 21 seront déportés à Cayenne et en Afrique, 9 sont expulsées de France et 12 sont internées. Ces arrestations préparent le plébiscite du 20 décembre 1851 qui valide le coup d’État du futur Napoléon III : 85 % de participation – 77 % de Oui contre 7,3 % de Non. Seules poches de résistance : le canton de Marchenoir (22 %) lié aux votes des bûcherons, Mer (14 %), Blois (13,5 %), Vendôme (14,5 %).

### Le Second Empire

#### La situation économique
Le second Empire ouvre une période de développement agricole qui se traduit par une augmentation par 2 de la production de froment et d’avoine (le seigle et le sarrasin disparaissent) de 1851 à 1914. Cette augmentation n’est pas liée à une augmentation des terres cultivables (seule variation le recul des landes de Sologne transformées en forêts). Elle s’explique par : le recul de la jachère, l'utilisation de fertilisants (marne, chaux, guano, fumier, engrais artificiels), ou tout simplement l'utilisation de charrues permettant un meilleur labour. De façon générale, on observe le début de la mécanisation agricole. En 1852, on utilise 16 machines à battre, contre 455 en 1873.
Concernant la vigne, on observe une croissance du vignoble dans les cantons de Bracieux, Contres, Saint-Aignan et Montrichard ; le vignoble passant de 25 660 ha en 1862, à 41 550 ha en 1882.
Ainsi on observe de 1850 à 1871 que les revenus de l’ensemble de la population augmentent. Cette croissance est néanmoins contrastée : les vignerons :+134 % ; les céréaliers : +125 % ; les ouvriers agricoles : +66 % ; les ouvriers industriels : +50 % ; les rentiers :+44 %.

#### La vie politique
Après le coup d’État de 1851, le pouvoir conserve le suffrage universel pour les élections législatives. Toutefois, la carte électorale est modifiée : il ne reste plus que deux députés : un pour l’arrondissement de Romorantin, l’autre pour celui de Vendôme, mais le découpage de ces 2 arrondissements obéit à des considérations politiques. Ainsi le canton de Contres est rattaché à l’arrondissement de Vendôme. À noter que les élections ne se déroulent plus au chef-lieu de canton mais dans chaque commune. Certes cela devrait permettre une plus grande participation mais aussi un plus grand contrôle des électeurs.
Lors des premières élections de 1852 et de 1857, seul le candidat officiel participe. Il faut attendre 1863 pour voir s’opposer aux bonapartistes des candidats républicains. Malgré une participation plus forte, les candidats officiels progressent par rapport à 1857.
|                    | Mai 1852 % des inscrits | Taux d’abstention en 1852 | juin 1857 % des inscrits | Taux d’abstention en 1857 | 1863 % des inscrits | Taux d’abstention en 1863 |
| ------------------ | ----------------------- | ------------------------- | ------------------------ | ------------------------- | ------------------- | ------------------------- |
| Crosnier (Vendôme) | 65 %                    | 28 %                      | 59 %                     | 36 %                      | 61 %                | 19 %                      |
| Clary (Romorantin) | 57 %                    | 39 %                      | 45 %                     | 48 %                      | 55 %                | 30 %                      |

Les élections de 1869 sont plus ouvertes : dans l’arrondissement de Romorantin, 4 candidats : Clary (député sortant et candidat officiel), Cantagrel (candidat républicain), Normant de Grandcourt (candidat légitimiste) et Tassin (candidat bonapartiste libéral). C’est ce dernier, vigneron du comte de Saint-Aignan, qui l’emporte.
Ainsi les différentes élections législatives démontrent le soutien des électeurs au Second Empire. Il en est de même des plébiscites de 1852 ou de 1870 où le oui l’emporte respectivement avec 77,4 % et 70,5 % des voix. Les causes de cette hégémonie sont multiples :
- la croissance économique qui permet à chacun d’améliorer ses revenus,
- l’adhésion de la bourgeoisie qui, par peur sociale, a fourni les cadres de l’Empire,
- le soutien du clergé local,
- la faiblesse des oppositions : 
  - les légitimistes dispose d’un organe de presse, La France centrale, mais l’influence de leurs candidats, vicomte de Panousse ou Normant de Grandcourt ne dépasse les lieux où ils sont natifs, c’est-à-dire la Ville-aux-Clercs pour le premier, Mer pour le second ;
  - les républicains ne se relèveront du coup d’État qu’à partir de 1859, date de l’amnistie des prisonniers politiques. Le retour de Sarrut, de Cantagrel, Joubert leur permettent d’obtenir les voix de la petite bourgeoisie et d’une fraction du prolétariat rural (Ex: bûcherons de la forêt de Marchenoir).

C’est aussi la redécouverte de l’architecture Renaissance et les premières grandes restaurations du château de Blois, sous l’impulsion de Félix Duban. Le Blésois devient une destination privilégiée pour la chasse. C’est une nouvelle époque de construction de châteaux « à la manière de ».

#### Trois décennies, trois grandes crues
À cette même époque, le Loir-et-Cher est touché par de grandes crues successives de la Loire : d'abord en octobre 1846, puis en juin 1856 (qui reste d'ailleurs la pire à ce jour depuis la Révolution de 1789), ainsi qu'en septembre 1866. Furent principalement impactées les communes de la vallée de la Loire, au centre du département, dont Blois.
Les bourgs touchés comportent généralement des marqueurs de crue (Blois, Onzain, Chouzy-sur-Cisse, Saint-Claude-de-Diray...).

#### La vie urbaine
C'est également sous le Second Empire que Blois va bénéficier d'un élan dans l'évolution de son urbanisme, avec le percement de nouvelles rues à l'image de l'actuelle rue Denis-Papin et son escalier monumental éponyme, de la rue Gambetta ou bien l'actuel boulevard Eugène Riffault, du nom du maire en place pendant ces deux décennies. Ce dernier était par ailleurs proche du préfet de la Seine, le baron Haussmann.

## Le Loir-et-Cher de 1870 à 1914

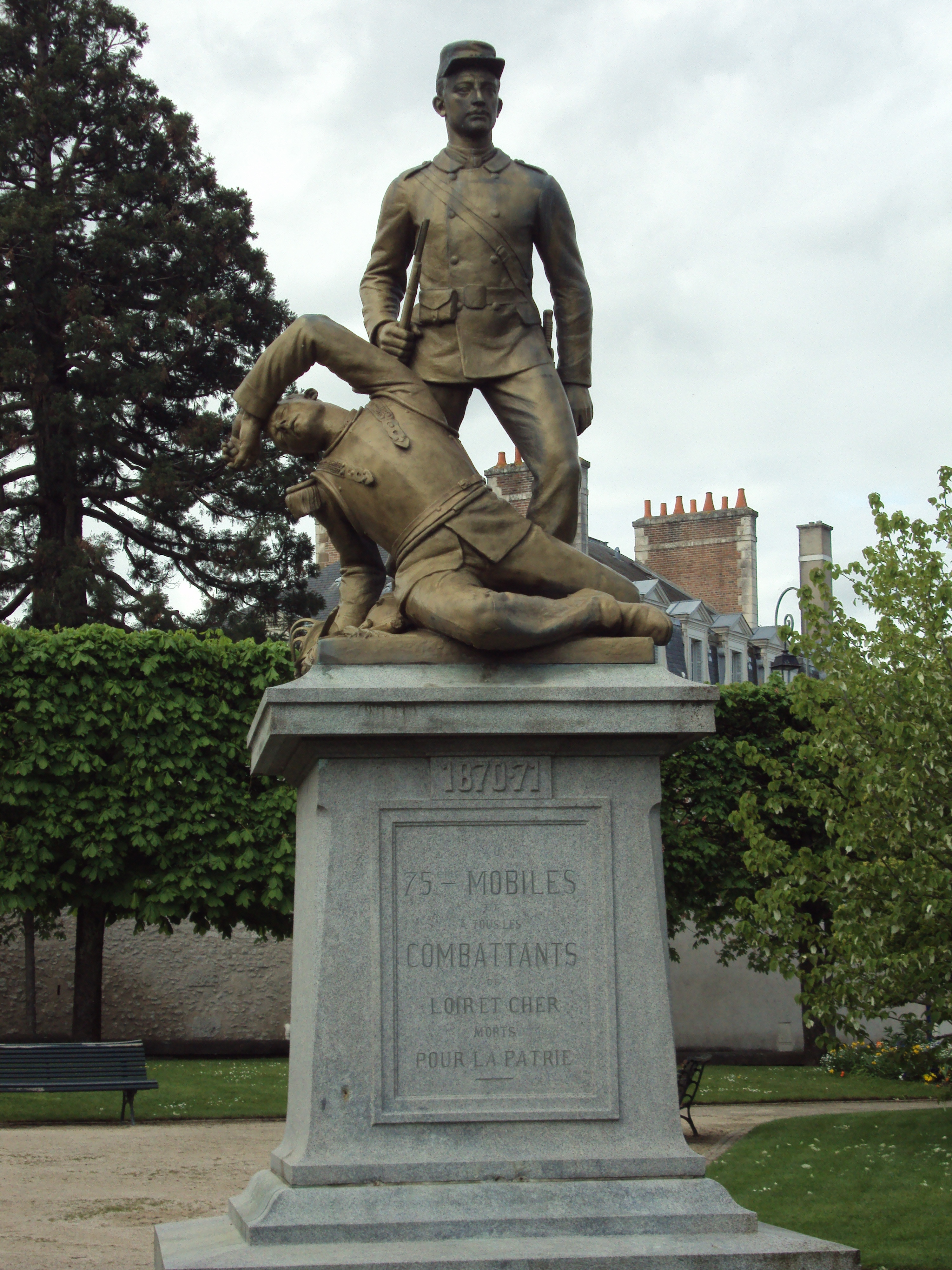
Monument aux morts de la guerre de 1870, à Blois.

### Les combats de 1870
Le Loir-et-Cher fut le théâtre d’affrontements de la guerre franco-prussienne de 1870, dans la vallée du Loir notamment, ou à Chambord, que commémorent la colonne sur le Beuvron à Cellettes, le monument au 75e régiment de mobiles à Blois, ou l'hommage aux généraux Pourcet et Chabron à l'entrée de Blois-Vienne.

### De 1870 à 1914
Le 8 février 1871 ont lieu les premières élections législatives après la guerre franco-prussienne. Ce scrutin se fait en pleine occupation : l’abstention est forte. Concernant les programmes, l’ensemble des candidats sont d’accord pour que la France signe la paix ; par contre, ils divergent sur la nature du régime. Ce scrutin ne donne pas une tendance très nette : 2 députés de la Gauche républicaine (Jean Bozérian et François Joseph Ducoux), 2 de centre gauche (Pierre Tassin et Adolphe Thiers) et 1 légitimiste (marquis de Sers). Toutefois l’élection partielle le 2 juillet 1871 pour désigner le remplaçant de Thiers avec la victoire du républicain Duffay montre que le Loir-et-Cher a adopté le régime républicain. Les élections de 1874 à 1877 vont confirmer ce fait. Ainsi aux élections législatives du 20 février 1876, 4 députés républicains dont 3 au premier tour (Vendôme/Duffay : 47,6 % des inscrits ; Blois-Sud/Tassin 56 % des inscrits ; Blois-Nord / 47,62 % des inscrits et Lesguillon au 2e tour à Romorantin).
Il en sera de même lors des élections législatives du 14 octobre 1877 à la suite de la dissolution de la chambre par le président Mac Mahon le 25 juin 1877 : malgré la fougue du préfet de L’ordre moral le vicomte Maurice de Foucaut les 4 députés républicains sont réélus aux dépens de candidats conservateurs proches de Mac Mahon et à forte coloration monarchiste.

### La crise économique de 1880 à 1892
La crise se manifeste à partir de 1880 ; elle se traduit par une baisse de prix sur les céréales et les bestiaux. Elle culmine vers les années 1893. Elle se combine avec la destruction du vignoble liée au phylloxera qui apparaît en 1882 dans le canton de Mer puis en 1883 dans le canton de Vendôme. Pour les contemporains (sondages auprès des maires) cette crise est liée à la concurrence étrangère en particulier celle des céréales américaines, à la cherté de la main d’œuvre et à l’augmentation des impôts. Ainsi les maires demandent la taxation des produits importés, la baisse de l’impôt foncier et la baisse des tarifs des chemins de fer. Cette crise provoqua un exode rural de 14 500 personnes dans les cantons touchés par le phylloxera.
La crise économique se traduit lentement en terme politique :
- Les élections de 1881 sont dans la continuité des élections 1877 : seuls à se présenter les républicains l’emportent avec 54,28 % des inscrits.
- Les élections de 1885 marquent une inflexion : certes les républicains, les opportunistes, l’emportent avec 36,75 % des inscrits mais ils sont talonnés par les conservateurs qui obtiennent 25,35 % inscrits et des candidats radicaux, anti-opportunistes qui obtiennent 18,6 % des inscrits.
- Les élections de 1889 en pleine crise économique marquent une érosion lente des résultats des candidats opportunistes -33,7 % (seul Tassin est élu au premier tour), une progression des candidats conservateurs en particulier dans la Beauce, dans les vallées du Loir et de la Loire -28,18 %, preuve que la défense du protectionnisme est efficace auprès du monde des propriétaires ruraux enfin une stagnation des candidats de gauche -19,54, car ceux-ci sont divisés entre radicaux et boulangistes.

### Essor du chemin de fer en Loir-et-Cher
La baisse des tarifs des chemins de fer mènent dans les décennies qui suivent à un essor important de ceux-ci dans le département.

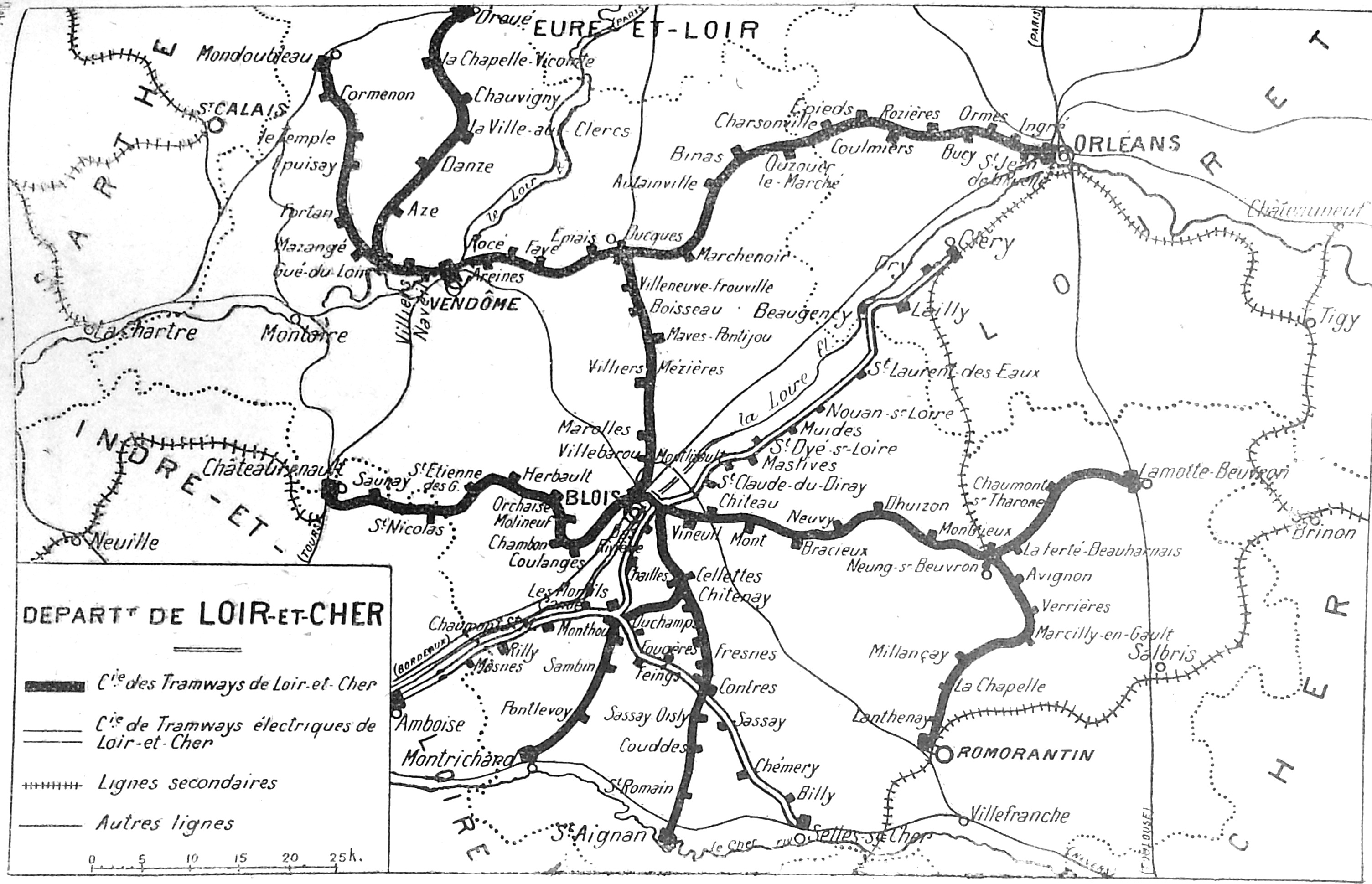
Plan des réseaux de chemins de fer d'intérêt local de Loir-et-Cher en 1928.

En 1886 est fondée la Compagnie des Tramways de Loir-et-Cher (TLC) qui assure dès 1888 deux liaisons entre Blois et Lamotte-Beuvron, et entre Blois et Orléans (via Oucques). Les lignes vont ainsi se multiplier sur l'ensemble du département, et ainsi créer une véritable cohésion de territoire. Le réseau se complète à l'extérieur même du département selon les concessions accordées aux différentes compagnies. Le réseau partage ainsi le service des Tramways de Sologne avec la Compagnie des tramways du Loiret, par exemple. Alors que l'ensemble des trains installés jusque là fonctionnaient à vapeur, le réseau se complète à l'intérieur du département par les Tramways électriques de Loir-et-Cher (TELC) à partir de 1910. Cette même année, Blois se dote à son tour d'un réseau municipal. Le tramway de Blois dessert ainsi toute la ville et permet les correspondances avec chacune des lignes de TLC et de TLEC.

### Le Loir-et-Cher de 1903 à 1914
Cette période est une période de croissance économique qui se traduit par une hausse des revenus : fermiers : +71 % ; rentiers : +24 % ; ouvriers : +20 %. De même les viticulteurs ont une croissance de 91 % de leurs revenus entre 1899 et 1907 liés à la reconstitution de leur vignoble (certaines parcelles dédiées à la vigne sont reconverties dans la culture de plantes fourragères dans la vallée du Loir ou dans la culture de l’asperge dans le canton de Contres).
En octobre 1907, une nouvelle crue de la Loire immerge de nombreuses villes au centre du département. Ce sera la plus importante de tout le XXe siècle.
La traduction politique de ce mieux-être économique est le glissement du département vers les républicains modérés. Ainsi les élections de 1906 et de 1909 consacrent ce recentrage du département vers les républicains modérés. Ceux-ci ont pour nom : Pierre Pichery (Romorantin), Pierre Berger (Vendôme), Eugène Treignier (Blois-Nord) et Pierre Tassin (Blois-Nord) ; ce dernier est remplacé par Joseph Paul-Boncour, personnalité d’envergure nationale.

## Le Loir-et-Cher de 1914 à 1945

### Première Guerre mondiale
La Première Guerre mondiale touche le Loir-et-Cher dès août 1914 : le 113e régiment d’infanterie, cantonné à la caserne Maurice de Saxe à Blois est anéanti à la bataille de Signeulx (Belgique). Comme ailleurs, les femmes prennent le relais dans les travaux agricoles. La proximité du front et le bon réseau ferroviaire expliquent l’installation, dès 1915, d’infirmeries militaires, en Vendômois d’abord, puis celle de la première base américaine en France, implantée à Gièvres.

### Entre-deux-guerres
Bien qu'ayant résisté à la Grande Guerre, les différents réseaux de tramway du Loir-et-Cher (TLC et TELC) sont démantelés en 1934.
Deux hommes politiques marquants du XXe siècle sont originaires du département : Camille Chautemps, député puis sénateur du Loir-et-Cher, plusieurs fois ministre dans l’entre-deux-guerres, et Joseph Paul-Boncour, député, ministre, qui refuse les pleins pouvoirs à Pétain en 1940 et signe pour la France la charte des Nations unies en 1945.
Entre le 29 janvier et le 8 février 1939, plus de 3 100 réfugiés espagnols fuyant l’effondrement de la république espagnole devant Franco, arrivent dans le Loir-et-Cher. Les haras de Selles-sur-Cher sont utilisés, les syndicats ouvrent trois de leurs centres de vacances. Mais cela ne suffit pas, et devant l’insuffisance des structures d’accueil, 47 communes sont mises à contribution. Les réfugiés, essentiellement des femmes et des enfants, sont soumis à une quarantaine stricte, vaccinés, le courrier est limité, le ravitaillement, s’il est peu varié et cuisiné à la française, est cependant assuré. Au printemps et à l’été, les réfugiés sont regroupés à Bois-Brûlé (commune de Boisseau). Malgré les facilités offertes à ceux qui veulent rentrer en Espagne (et les incitations), ils sont encore 665 en août, à la veille de la déclaration de guerre.

### Seconde Guerre mondiale
Au début de la guerre, de nombreuses œuvres sont évacuées du musée du Louvre, dont La Joconde,, pour être mises en sécurité quelque temps au sein du château de Chambord, qui a par ailleurs peu souffert malgré un incendie et le crash d'un avion.
Le second conflit mondial n’épargne pas le Loir-et-Cher : Blois et Vendôme, sévèrement bombardées, voient disparaître des quartiers entiers témoins de leur riche histoire. À Blois, l'hôtel de ville est rasé par les bombardements allemands du 16 juin 1940, tuant notamment le maire en exercice, Émile Laurens. Le pont Jacques-Gabriel et le viaduc ferroviaire des Noëls (sur la ligne Villefranche-sur-Cher–Blois) sont anéantis. Et sur la ligne de Pont-de-Braye à Blois, à Montoire a lieu la rencontre entre Adolf Hitler et le maréchal Pétain, signe révélateur de la défaite française et de la collaboration.
Sous l'occupation, la kommandantur régionale est basée au château de Saint-Gervais. La ligne de démarcation passe sur le Cher, l’extrême sud du département se trouve donc en zone libre. La résistance, parmi lesquels le nouveau maire de Blois Henri Drussy, s’organise et de nombreux réseaux participent à la libération du département à l’été 1944. La rive droite de Blois est libérée le 16 août (même date qu'Orléans), tandis que Blois-Vienne le 1er septembre, soit 10 jours avant Tours.

## Seconde moitié duXXesiècle

### Années 50
En 1951, Pierre Sudreau est nommé préfet du département. Il est le plus jeune préfet de France à l’époque, et devient plus tard député puis maire de Blois.
Tout en restant rural, le Loir-et-Cher s’industrialise peu à peu : en 1963, le nucléaire s’installe à la centrale de Saint-Laurent-des-Eaux, tandis que le tourisme devient peu à peu un facteur économique, avec la création à Chambord, en 1951, du premier spectacle son et lumière.

### Années 80 et 90

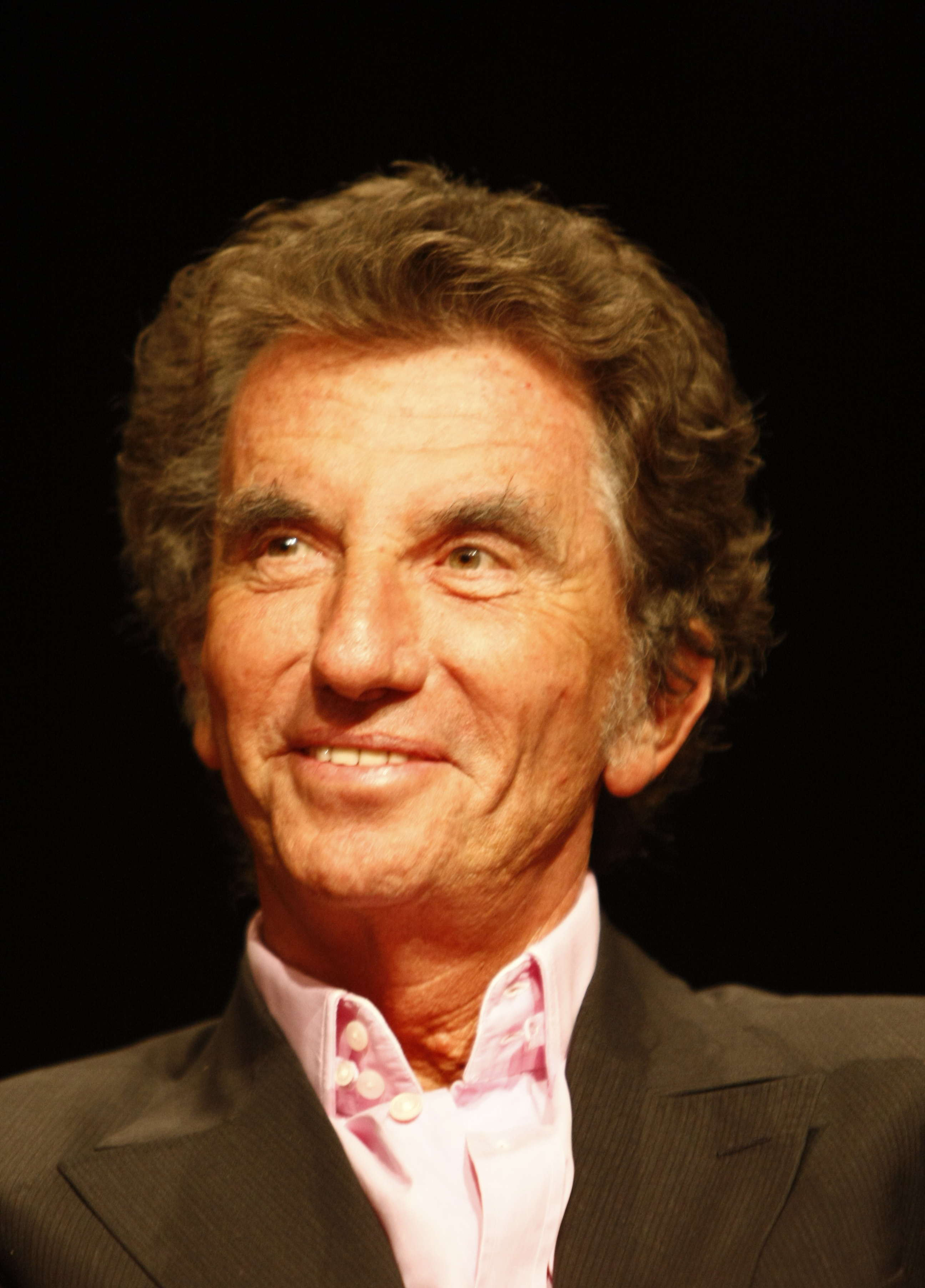
Jack Lang, maire de Blois de 1989 à 2000.

En 1986, Jack Lang devient député, puis maire de Blois trois ans plus tard. Il anime la vie politique locale pendant 15 ans avant d’être sèchement battu aux élections municipales de 2001. Il abandonne alors le département.

## LeXXIesiècle
Depuis 2016, à la suite de l'entrée en vigueur de l'article 21 de la loi no 2010-1563 du 16 décembre 2010 de réforme des collectivités territoriales, le Loir-et-Cher a perdu 33 communes qui ont fusionné en 9 nouvelles :
- Beauce-la-Romaine (La Colombe, Membrolles, Ouzouer-le-Marché, Prénouvellon, Semerville, Tripleville et Verdes),
- Couëtron-au-Perche (Arville, Oigny, Saint-Agil, Saint-Avit et Souday),
- Le Controis-en-Sologne (Contres, Feings, Fougères-sur-Bièvre, Ouchamps et Thenay),
- Montrichard-Val de Cher (Bourré et Montrichard),
- Oucques-la-Nouvelle (Baigneaux, Beauvilliers, Oucques et Sainte-Gemmes),
- Valencisse (Chambon-sur-Cisse, Molineuf et Orchaise),
- Vallée-de-Ronsard (Couture-sur-Loir et Tréhet),
- Valloire-sur-Cisse (Chouzy-sur-Cisse, Coulanges et Seillac),
- Veuzain-sur-Loire (Onzain et Veuves).